# Sidelifter

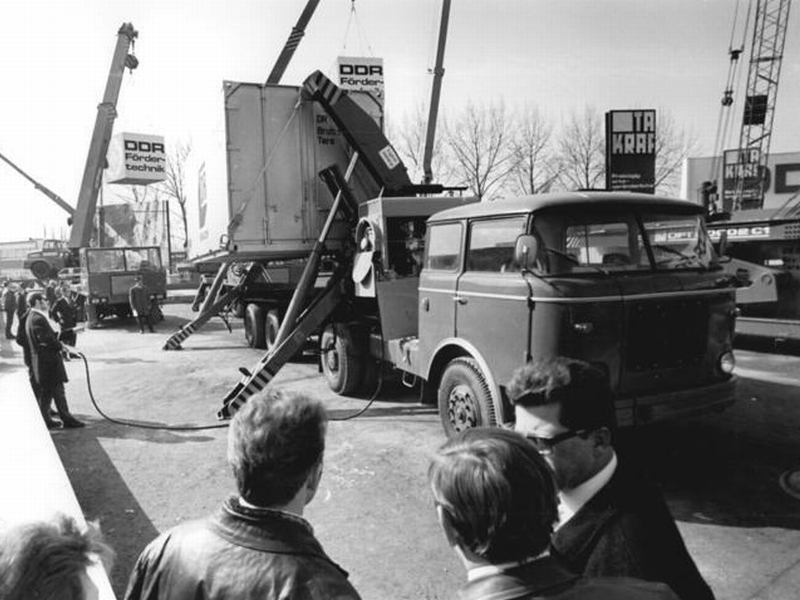
Sidelifter de contenedores de 1971.

El Sidelifter es un tipo de camión grúa, que incorpora un elevador lateral (en inglés, sidelifter) en el semirremolque; se trata de un camión grúa con elevador lateral. Está diseñado para la manipulación de contenedores. Son útiles porque este vehículo puede descargar o cargar contenedores en lugares donde no existen otras grúas. La grúa puede manejarse «a distancia».

## Carga

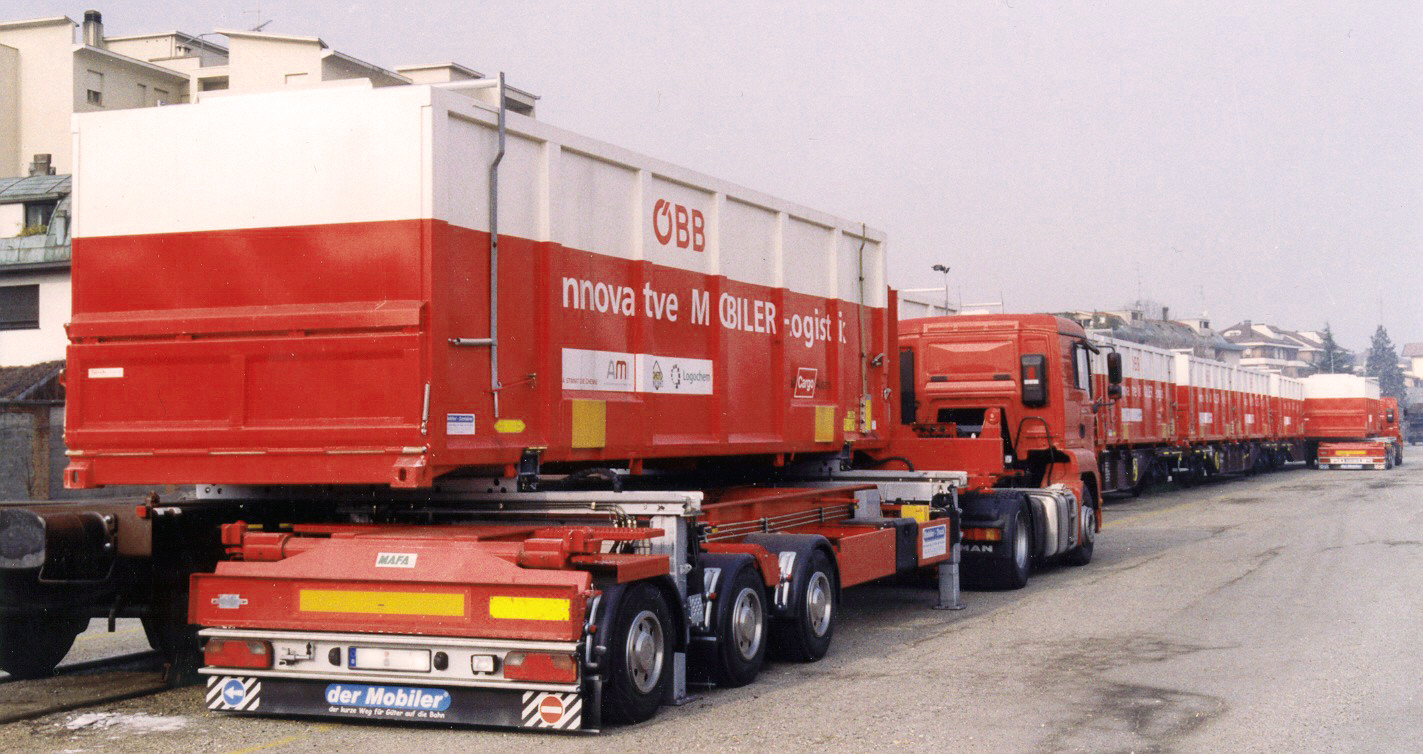
Sidelifter trasladando un contenedor desde el semiremolque hasta un «vagón-plataforma» de ferrocarril.

Para acomodar la carga se utilizan cadenas con ganchos o bien una herramienta con spreader, que se sirve de 4 cierres twistlock, para evitar que la carga se libere. Hay sidelifter con capacidad para levantar cargas de hasta 32 toneladas y son capaces de trabajar con contenedores especiales como los planos o con depósito, además de los convencionales.
- Tipos de sidelifter: de 20 pies, de 20 a 40 pies, de 20 a 45 pies; según el tamaño de los contenedores que puede transportar.
- Tamaño de los contenedores: 3 m - 13 m / 10 pies - 45 pies
- Peso total del contenedor: máximo 32 toneladas
- Altura del contenedor: hasta 2,90 m

## Proceso de desplazamiento

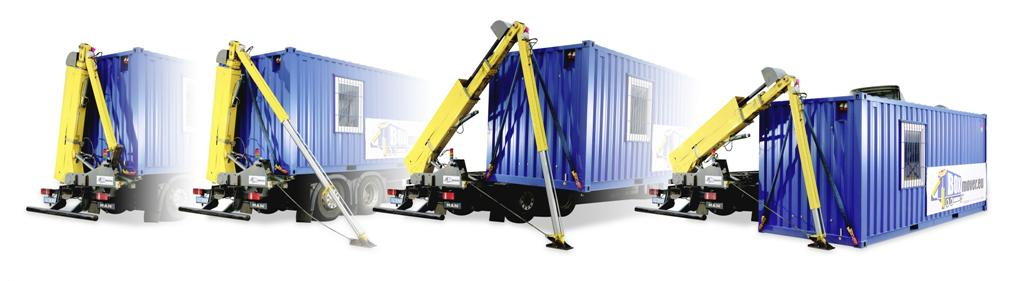
Ilustración del proceso de descarga con la tecnología BOXmover.

Dos brazos hidráulicos, montados en un vehículo adjunto, en el remolque de un camión, en un camión estándar de 2 o 3 ejes o en un vagón de ferrocarril, que permiten acceso a la carga, posibilitan la carga o descarga de contenedores estándar de un peso máximo de 32 toneladas. El proceso se ejecuta por medio de un sistema de control por radio situado en el camión. Es importante notar que el sidelifter no es capaz de apilar contenedores.

## Posibilidades técnicas

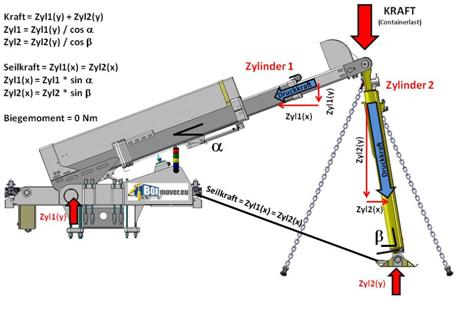
Triángulo de fuerzas.

El principio de funcionamiento del sidelifter es similar al de las grúas, donde se dan considerables momentos de carga durante el levantamiento. Los sidelifter de tipo BOXmover no son grúas propiamente dichas, dado que durante el levantamiento de la carga no se producen estos momentos. La técnica se basa en un triángulo de fuerzas, que impide la aparición de momentos flectores. 
Los dos cilindros telescópicos hidráulicos orientados como la aristas superiores de un triángulo son capaces de elevar/bajar o mover lateralmente (con la ayuda de una herramienta spreader en el cierre) una carga completa (una carga móvil de 16 toneladas o un contenedor estándar con hasta 32 toneladas de peso total). Con la ayuda de los dos cilindros telescópicos, que forman un triángulo cerrado de fuerzas, se impide la aparición de momentos flectores y durante el proceso de manejo de la carga sólo aparecen fuerzas de presión. Esto permite un desplazamiento horizontal sencillo y su posicionamiento en el suelo o a una altura entre el suelo y el camión, como cuando es necesario colocar el contenedor sobre un ferrocarril.

## Aplicaciones
El campo de aplicación de este tipo de sistemas de manejo de cargas es amplio, tan amplio como el uso del contenedor para transporte de mercancías. En el tráfico industrial, empresas productoras utilizan estos vehículos para sus mercaderías. En el ámbito del transporte intermodal, caracterizado por un frecuente transbordo de la carga entre carreteras y vías ferroviarias y porque precisa una cadena de transporte ininterrumpida. Los contenedores también se utilizan para el transporte de residuos, como es el caso de las ciudades o del tráfico marítimo en los terminales de contenedores.

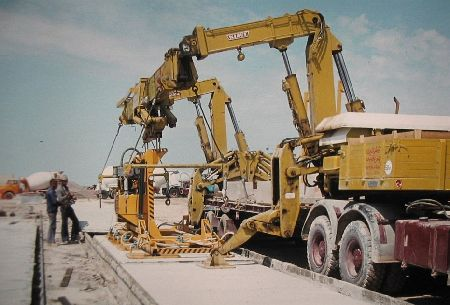
Sidelifter con elevador de vacío.
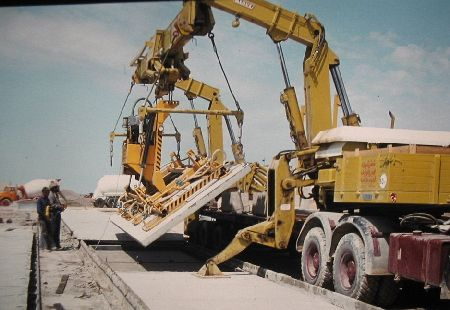
El elemento de hormigón se levanta.
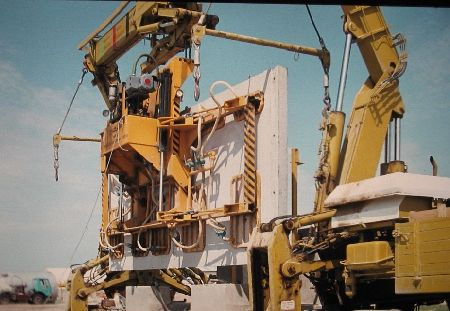
La pared de hormigón se coloca en el lowboy.